# Gymnopus semihirtipes
Gymnopus semihirtipes är en svampart som först beskrevs av Peck, och fick sitt nu gällande namn av Halling 1997. Gymnopus semihirtipes ingår i släktet Gymnopus och familjen Marasmiaceae.   Inga underarter finns listade i Catalogue of Life.